# Adoniram Judson Gordon
Adoniram Judson "AJ" Gordon (1836-1895) était un pasteur chrétien baptiste américain, écrivain, compositeur et fondateur du Gordon College (en) et du Séminaire théologique Gordon-Conwell (en).

## Biographie
Gordon est né le 19 avril 1836 à New Hampton, ville de l'État du New Hampshire. Son père, était le diacre baptiste John Calvin Gordon. Sa mère était Sally Robinson Gordon. A. J. Gordon a reçu son prénom en l'honneur d'Adoniram Judson, un missionnaire baptiste en Birmanie qui venait de terminer récemment une traduction de la Bible en birman.
Gordon a connu une conversion chrétienne à l'âge de 15 ans[pas clair] et a ensuite cherché à devenir pasteur[réf. nécessaire].
Il est diplômé de l'Université Brown (qui était alors une Université affiliée aux églises baptistes) en 1860 et de l'Institution théologique de Newton (en) en 1863.

### Ministère
En 1863, il épousa Maria Hale et devint pasteur de l'église baptiste Jamaica Plain à Roxbury (Massachusetts).
En 1869, il devient pasteur de l'église baptiste rue Clarendon à Boston, une église assez aisée. Sous la direction de Gordon, l'église rue Clarendon a été décrite comme "l'une des plus spirituelles et agressives d'Amérique".
Gordon est devenu l'un des orateurs préférés aux conventions de l'évangéliste Dwight L. Moody à Northfield.
Chaque été, Gordon retournait dans sa ville natale du New Hampshire et prêchait souvent à la Maison de réunion Dana (en) .
Gordon tomba soudainement malade de la grippe et d'une bronchite et mourut à l'âge de 59 ans le 2 février 1895. Il a été enterré au cimetière de Forest Hills .
Un fils, Ernest Barron Gordon, a publié une biographie de son père en 1896, intitulée Adoniram Judson Gordon, une biographie avec des lettres et des extraits illustratifs extraits de sermons et d'adresses inédits ou non rassemblés (Adoniram Judson Gordon, a Biography with Letters and Illustrative Extracts Drawn from Unpublished or Uncollected Sermons and Addresses), qui est encore imprimée .

## Université Gordon
En 1889, avec l'aide et le soutien de l'église rue Clarendon, il fonda l'Institut Gordon Bible (en) et en fut le premier président . Son épouse, Maria, était secrétaire et trésorière jusqu'en 1908.
L'Université de Gordon a été fondée principalement pour former des missionnaires pour travailler au Congo.

## Écrits et enseignements
Gordon a édité deux recueils de cantiques et écrit les airs de mélodies pour au moins quinze cantiques, dont « Mon Jésus, je t'aime » (My Jesus, I Love Thee), cantique qui a été repris dans presque tous les cantiques évangéliques publiés de 1876 à nos jours.
Dans son livre Le ministère du Saint-Esprit (The Ministry of the Holy Spirit, Gordon a écrit: "Il semble clair, d'après les Écritures, que c'est encore le devoir et le privilège des croyants de recevoir l'Esprit Saint par un acte conscient définissant l'appropriation de la foi, tout comme ils ont reçu Jésus Christ "(voir Baptême du Saint-Esprit ).
Son œuvre probablement la plus connue est Le ministère de la guérison (The Ministry of Healing).
Le ministère de la guérison (The Ministry of Healing) est devenu un travail standard chez les premiers pentecôtistes .

## Galerie de photos

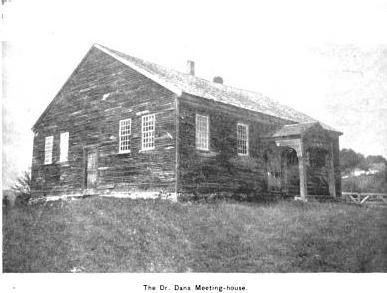
La Maison de réunion Dana (en) dans sa ville natale du New Hampshire, où Judson prêchait pendant l'été.
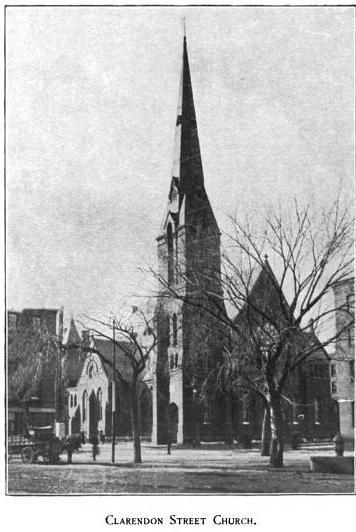
Église de la rue Clarendon à Boston.
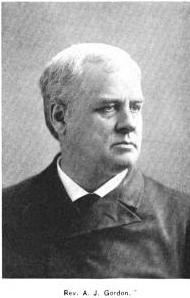
Adoniram Judson Gordon.
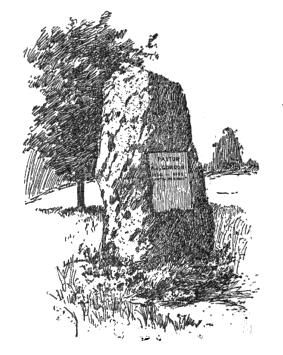
La tombe d'A.J. Gordon.